# Muettersproch-Gsellschaft

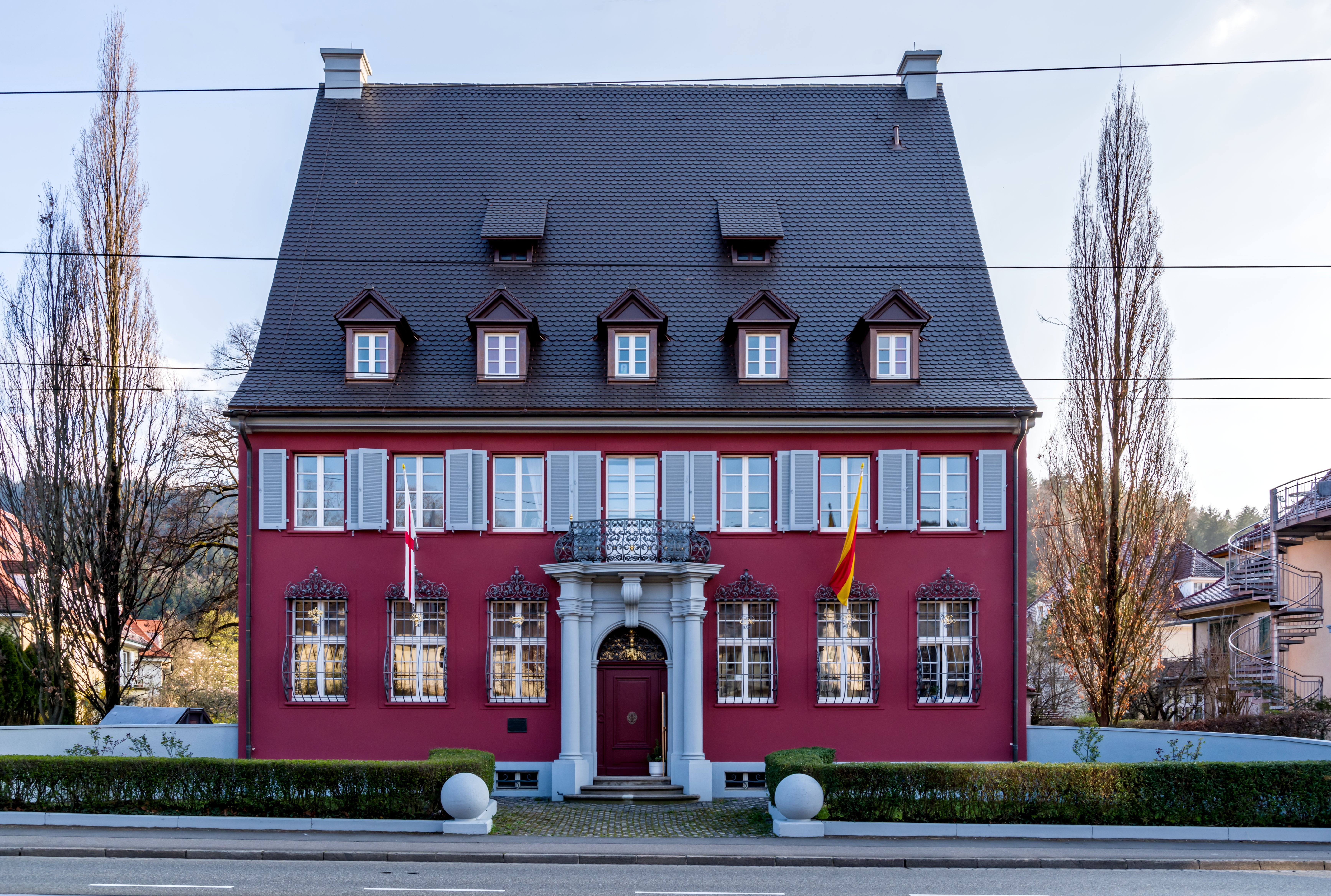
Haus der Badischen Heimat, Sitz der Gesellschaft in Freiburg im Breisgau

Die Muettersproch-Gsellschaft (MSG) ist ein Sprachverein zur Pflege und Erhaltung der alemannischen Mundart.

## Organisation
Die Muettersproch-Gsellschaft hat ihren Sitz seit 2006 im Haus der Badischen Heimat in Freiburg. Friedel Scheer-Nahor ist seit 2006 die hauptamtliche Geschäftsführerin.

### Mitglieder
Der 1965 in Freiburg im Breisgau gegründete Verein hat 2700 Mitglieder aus dem alemannischen Sprachraum, im Elsass, der Schweiz, Vorarlberg, vor allem aber aus Südbaden. Mitglieder sind außerdem „verstreute“ Alemannen in Europa und Übersee. Neben den „normalen“ Mitgliedern sind die meisten Autoren und Liedermacher, die alemannisch schreiben, dabei.
Die Zahl der Mitglieder entwickelte sich folgendermaßen:
- im Jahr 1972: 420 Mitglieder
- im Jahr 1975: 350 Mitglieder
- im Jahr 1976: über 750 Mitglieder
- im Jahr 1977: 1000 Mitglieder
- im Jahr 1978: 1500 Mitglieder
- im Jahr 1979: 2000 Mitglieder
- im Jahr 1993: über 3000 Mitglieder
- im Jahr 2000: 3700 Mitglieder
- im Jahr 2017: 2700 Mitglieder
- im Jahr 2018: 2443 Mitglieder
- im Jahr 2019: 2375 Mitglieder

### Regionalgruppen
Die Gesellschaft ist in 16 Regionalgruppen und eine Gruppe „Alemanne i de Welt“ gegliedert. Die Gruppen sind beheimatet am Rhein vom Geroldsecker Land im Norden über das Dreiländereck im Süden und bis zu den Seealemannen im Osten. Weitere Gruppen sind im Schwarzwald angesiedelt von der nördlichsten Gruppe Offeburg bis zur südöstlichen Gruppe A Brig und Breg. Die Regionalgruppen halten den Kontakt zu den alemannischen Mundartgruppen im Elsass, in der Schweiz, in Liechtenstein und Vorarlberg durch Ausflüge und Einladungen von Mundartdichtern oder -sängern.

### Mitgliederversammlung
Die Mitgliederversammlung findet jedes Jahr an einem anderen Ort statt. Der offizielle Teil umfasst den Rechenschaftsbericht und die Entlastung, wenn notwendig gibt es auch Neuwahlen des Vorstands, danach Ausblick und Anträge. Im unterhaltsamen Teil wird ein kulturelles Programm geboten.

### Vorsitz

#### Präsident
- Karl Asal, Freiburg: 1965–1967. Gründung des Vereins mit 116 Gründungsmitgliedern.[11]
- Walter Füsslin, Freiburg: 1967–1972
- Klaus Poppen, Freiburg; 1972–2002. Der Verein erhielt in seiner Zeit einen starken Mitgliederzuwachs.
- Walter Möll, Singen: 2002–2007
- Franz-Josef Winterhalter, der Bürgermeister von Oberried: 2007–2020

#### Geschäftsführender Vorstand
- Uschi Isele, Jürgen Hack, Günther Becker: 2020–2023
- Uschi Isele, Jürgen Hack, Heidi Zöllner: seit 2023

## Aktivitäten
Die Gesellschaft gibt Anthologien heraus, hat (1982) mehrere zehntausend Unterschriften für mehr Mundart im Rundfunk und Fernsehen gesammelt, einen populären Aufkleber produziert („Bi uns cha mer au alemannisch schwätze“), organisiert verschiedene Dialekt-Wettbewerbe, veranstaltet Seminare und verleiht in unregelmäßiger Folge die Auszeichnung Alemanne-Antenne an Personen aus Rundfunk und Fernsehen, die sich für die alemannische Mundart einsetzen. Der Verein ist Mitglied im Dachverband der Dialekte Baden-Württemberg.

### Dichter und Musiker
Rund 100 Dichter der alemannischen Mundart sind Mitglieder. Musiker, die in Alemannisch singen, sind ebenfalls in der Muettersproch-Gsellschaft. Die Muettersproch-Gsellschaft und der Landesverein Badische Heimat haben ein Alemannisches Wörterbuch und ein Alemannisches Liederbuch herausgegeben.

### Vereinszeitschrift
Der Verein gibt halbjährlich die Zeitschrift Alemannisch dunkt üs guet („Alemannisch finden wir gut“) mit rund 3000 Exemplaren als Information und Plattform für seine Mitglieder heraus. Seit 1967 sind mehr als hundert Ausgaben erschienen. Die größten Rubriken sind: Us de Gruppe („Aus den Gruppen“) und Des un sell („Vermischtes“). Ferner werden neue Mitglieder, Ausflugsziele und Bücher/CDs vorgestellt sowie Gratulationen und Nachrufe veröffentlicht. Der Inhalt der Jahrgänge ab 2004/1-2 der Zeitschrift Alemannisch dunkt üs guet ist digital abgespeichert und lesbar.

### Website und neue Medien
Auf der Webseite werden Informationen über die nächste Regionalgruppe, die alten Vereinshefte von Alemannisch dunkt üs guet und Veranstaltungen rund ums Alemannische veröffentlicht. Im Gedichtarchiv sind alemannische Gedichte von über hundert verschiedenen Autoren gespeichert. Auf der Seite Dichte und musiziere sind die Biographien und Veröffentlichungen, Preise und Textproben von Dichtern und Musikgruppen aufgeführt. Alemannische Kulturschaffende können ihre neuen Bücher, CDs und ähnliches auf der Webseite publik machen.
Auf YouTube wird ein Archiv mit Porträts alemannischer Dichter aufgebaut. Eine Facebookseite wird betrieben.

### Anfragen
Aus Kultur, Wissenschaft und Gesellschaft werden Anfragen zum Alemannischen und zur Bedeutung alemannischer Wörter gestellt. Diese werden durch die Geschäftsführung in Freiburg im Dialog geklärt.

### Herausgabe alemannischer Literatur
Zur Förderung der alemannischen Sprache wurden das Alemannische Wörterbuch, das Alemannische Liederbuch und das Alemannische Taschenliederbuch herausgegeben.

### Bibliothek
Die Bibliothek umfasst rund 900 alemannischsprachige Bücher mit Schwerpunkt aus der Badischen Region. Aber auch aus den alemannischsprachigen Gebieten Schweiz, Elsass und Vorarlberg sind Bücher vorhanden. Ein Großteil des Fundus’ sind Bücher, die von alemannischen Autoren zur Besprechung eingeliefert wurden.
Das Archivgut der Muettersproch-Gesellschaft befindet sich im Stadtarchiv Freiburg (Best. K 2/54).

### Gemeinschafts-Projekt „Mundart in der Schule“
Durch das Projekt Mundart in der Schule sollen den Schülern in Baden-Württemberg die Dialekte Ostfränkisch, Südfränkisch und Alemannisch vermittelt werden. Literaten, Kabarettisten und Musiker können von Schulklassen und Arbeitsgemeinschaften zu einer Doppelstunde in Mundart eingeladen werden. Die Themenschwerpunkte der Künstler sind in der Broschüre Mundart in der Schule beschrieben. So werden die unterschiedlichen Färbungen der Mundart und der Umgangssprache als kulturelle Bereicherung des Hochdeutschen erlebt. Es engagieren sich pro Jahr rund 50 Dialektsprechende. Die organisatorische Abwicklung erfolgt über die Muettersproch-Gsellschaft e. V., Mitveranstalter ist der Verein „schwäbische mund.art“ e. V. in Herrenberg.

### Johann-Peter-Hebel-Medaille
Seit 1991 zeichnet die Regionalgruppe Hegau, mit 600 Mitgliedern die stärkste Regionalgruppe der Muettersproch-Gsellschaft, alljährlich Persönlichkeiten, die sich besonders um die alemannische Mundart verdient gemacht haben, mit der Johann-Peter-Hebel-Medaille aus.

## Weiterentwicklung
In Ergänzung der Arbeit der Regionalgruppen vor Ort werden Arbeitskreise gebildet, die Themen wie Dichter, Mundarttheater und neue Medien weiterentwickeln. Ferner werden Veranstaltungen für wechselnde Einsatzorte im alemannischen Sprachgebiet organisiert.

## Alemannische Ämter/Sprachgesellschaften in anderen Ländern
- Office pour la Langue et la Culture d’Alsace[29]
- Elsass-Freunde Basel[30]